# SMTP
SMTP, od engl. Simple Mail Transfer Protocol, uobičajeni je način (de facto standard) za prijenos elektroničke pošte na internetu. Formalno je definiran u RFC 821, a novija inačica poznata kao ESMTP u RFC 2821.